# 歐陽珮珊
歐陽珮珊（英語：Susanna Au-yeung Pui-shan，1953年12月6日—2017年7月9日），本名陳潔英，香港影視女演員，1970至90年代，歐陽珮珊曾分別加入麗的電視、無綫電視及亞洲電視。

## 演藝經歷
曾是1970、80年代為無綫電視一線花旦，至1989年後回歸亞視。至1994年尾，歐陽珮珊演藝生涯結束後息影淡出幕前專心開始學到研習中醫診所主要的做生意，其後成為香港註册氣功針灸師。
1960年代末加盟電影後而出道，1970年代進入影壇並出演多部粵語片片段電影。她後於1975年才加入麗的電視，成為該台當家花旦，有「麗的汪明荃」之美譽。早期以清麗脫俗，宜古宜今的扮相廣獲注視。
1978年，加入了無綫電視（TVB），参與演出多部受歡迎劇集，例如《抉擇》、《楚留香》、《執到寶》、《發現灣》、《神鵰俠侶》等，均讓觀眾留下深刻印象。當中又以演活《神鵰俠侶》裡的中年黃蓉，最為人津津樂道。
1984年，她演而優則唱，獲羅文邀請參演其自資自演的古裝舞台劇《柳毅傳書》並合唱歌曲《不肯忘》，表現大獲好評。
歐陽珮珊貴為一線當紅花旦，但多次欣然接受導演選派在劇集或舞台製作中遭中途辭演或拒演的角色，其落落大方的個性與氣量，以及專業精神，均備受誇賞，但亦有輿論認為歐陽珮珊「天生二奶命」和「專執二攤」。有指這為她日後引退娛樂圈埋下伏線。
1989年，重返亞洲電視，演出電視劇《滿清十三皇朝之危城爭霸》、《司機大佬》、《豪門》等。
她在1994年後息影，包括有關的轉而學習中醫，成為氣功針灸師，並在香港開班授徒。
偶爾亦會客串演出又研究學習中醫電影及電視劇等等。

## 婚姻
丈夫郭鋒是資深香港電視演員。他們在麗的電視時期因拍攝《無語問蒼天》結識，開始拍拖，並於1977年9月9日结婚，一直恩愛非常，如2007年郭鋒接受TVB節目《娛樂直播》訪問時亦大談他與妻子之間的相處之道。兩人結婚後無子女。

## 病逝
至2017年7月9日，香港時間下午1時41分，因肺腺癌在養和醫院與世長辭，享年63歲。其夫郭鋒親證其死訊，表示歐陽佩珊在2017年4月中在從吉隆坡回港後，確診患上了肺腺癌，至離世只有短短三個月。至於離逝當天花牌上送給「母親大人」的花牌有孝男嘉輝與孝媳陳詠琳，被外界推測是親戚過繼的兒子郭嘉輝和妻子陳詠琳。

## 演出作品

### 電視劇（麗的電視）
| 年份   | 劇名                              | 角色   |
| 1975年 | 子夜                              |        |
| 1975年 | 疑雲                              |        |
| 1975年 | 别後                              | 舒媚   |
| 1976年 | 靜默的革命（第12集 皮草與破棉胎） | Lucy   |
| 1976年 | 半生缘                            |        |
| 1976年 | 三國春秋                          | 貂蟬   |
| 1976年 | 七世姻緣                          |        |
| 1976年 | 無語問蒼天                        |        |
| 1976年 | 大丈夫                            | 朱女   |
| 1975年 | 十大奇案-薄扶林之虎               |        |
| 1977年 | 職業女性-文員                     |        |
| 1977年 | 慾海花                            | 趙飛燕 |
| 1977年 | 真功夫                            |        |
| 1977年 | 七武器之多情環                    | 郭玉娘 |
| 1977年 | 浪淘沙                            | 白安妮 |
| 1977年 | 十大刺客之秋瑾                    | 秋瑾   |
| 1978年 | 追族                              | 利嘉萱 |

### 電視劇（無綫電視）
| 年份   | 劇名               | 角色     |
| 1978年 | 小李飛刀之魔劍俠情 | 孫小紅   |
| 1978年 | 一加一之新婚之喜   | 李雁     |
| 1978年 | 契爺皇帝           | 沈真真   |
| 1978年 | 一劍鎮神州         | 伊蘭     |
| 1978年 | 孖生姊妹           | 溫良玉   |
| 1979年 | 幻海奇情 (第六輯)  | 阿敏     |
| 1979年 | 抉擇               | 古阿花   |
| 1979年 | 楚留香             | 黑珍珠   |
| 1979年 | 網中人             | 區曉華   |
| 1980年 | 上海灘             | 山口香子 |
| 1980年 | 發現灣             | 杜若林   |
| 1980年 | 新C.I.D.           | 王小雯   |
| 1980年 | 執到寶             | 余麗人   |
| 1980年 | 上海灘龍虎鬥       | 葉秋盈   |
| 1981年 | 迷離世界之影       | 漢林女友 |
| 1981年 | 情謎               | 柯素心   |
| 1981年 | 佛山贊先生         | 帖燕秋   |
| 1981年 | 英雄出少年         | 姚冷翠   |
| 1982年 | 孤城客             | 唐蕾     |
| 1982年 | 福星高照           | 楊萍     |
| 1982年 | 郎歸晚             | 朱秀媚   |
| 1983年 | 新銳劇場之留種     | 秀秀     |
| 1983年 | 警花出更           | 鄭舜華   |
| 1983年 | 神鵰俠侶           | 黃蓉     |
| 1983年 | 七彩如來神掌       | 裘玉蘭   |
| 1984年 | 再版人             | 程詩華   |
| 1984年 | 老爺大過天         | 劉可兒   |
| 1984年 | 畫出彩虹           | 鄧麗娟   |
| 1985年 | 挑戰               | 何佩佩   |
| 1985年 | 種計               | 蔣仰男   |
| 1985年 | 大廈               | 劉菁     |
| 1985年 | 楊家將             | 楊大娘   |
| 1986年 | 真命天子           | 呂后     |
| 1986年 | 黃大仙             | 招金珊   |
| 1987年 | 快活良緣           | 晉慕婷   |
| 1987年 | 靜待黎明           | 醉蝶     |
| 1987年 | 飲馬江湖           | 沙妃莉   |
| 1988年 | 風流父子兵         | 賽海棠   |

### 電視劇（亞洲電視）
| 年份   | 劇名                     | 角色       |
| 1989年 | 捉鬼家族                 | 金清傑     |
| 1989年 | 司机大佬                 | 張燕嫻     |
| 1990年 | 難兄難弟                 | 上官玲     |
| 1990年 | 鬼做你老婆               | 梅詩韻     |
| 1991年 | 豪門                     | 白素媚     |
| 1992年 | 清莊追女子               | 侯太       |
| 1992年 | 滿清十三皇朝IV之危城爭霸 | 慈禧太后   |
| 1992年 | 烈火雄風                 | 霍美莉     |
| 1993年 | 中國教父之再見黃埔灘     | 葉桂生     |
| 1993年 | 天蠶變之再與天比高       | 不老神仙   |
| 1993年 | 新朱門怨                 | 沈家大少奶 |
| 1994年 | 宋氏姊妹                 | 宋藹齡     |

### 電影
| 年份   | 片名           | 角色               |
| 1970年 | 瓊花仙子       | 瓊花               |
| 1971年 | 瘋狂殺手       | 林燕萍             |
| 1971年 | 千鈞一發       |                    |
| 1971年 | 日月神童       | 小月亮             |
| 1973年 | 黑帶仇         | 小紅               |
| 1973年 | 石破天驚       |                    |
| 1974年 | 黑色星期五     |                    |
| 1974年 | 早婚           |                    |
| 1975年 | 男人四十一條龍 | 吳太               |
| 1975年 | 遊戲人間三百年 | 春香／玫瑰         |
| 1975年 | 伏虎神探       |                    |
| 1975年 | 古惑女光棍才   |                    |
| 1977年 | 疲迫           | 李彩雲             |
| 1977年 | 出蘢           | 阿蘭               |
| 1978年 | 廟街女強人     |                    |
| 1978年 | 交貨           | 李湘雲（國際刑警） |
| 1979年 | 灣仔四條女     | 白麗莎             |
| 1979年 | 絕代雙驕       | 慕容菁             |
| 1980年 | 阿Sir劈炮      | 素貞               |
| 1980年 | 無翼蝙蝠       | 雷鳳／西門落       |
| 1983年 | 大俠沈勝衣     | 白冰               |
| 1993年 | 重案組         | 深瑜（王一飛太太） |

### 舞臺劇
- 1984年：柳毅傳書